# 12177 Raharto
12177 Raharto eller 4074 T-3 är en asteroid i huvudbältet som upptäcktes den 16 oktober 1977 av den nederländsk-amerikanske astronomen Tom Gehrels och det nederländska astronomparet Ingrid van Houten-Groeneveld och Cornelis Johannes van Houten vid Palomarobservatoriet. Den är uppkallad efter astronomen Moedji Raharto.
Asteroiden har en diameter på ungefär 3 kilometer.